# Seuchatar
Seuchatar (nep. स्यूचाटार) – gaun wikas samiti w środkowej części Nepalu w strefie Bagmati w dystrykcie Katmandu. Według nepalskiego spisu powszechnego z 2001 roku liczył on 1349 gospodarstw domowych i 6628 mieszkańców (3254 kobiet i 3374 mężczyzn).